# Zentraler Sanitätsdienst der Bundeswehr
Il Zentraler Sanitätsdienst der Bundeswehr è la forza militare interservizi di servizio medico della Bundeswehr, istituita nell'ottobre 2000, il suo comandante e l'ispettore del servizio medico.

## Attività
Il compito del Zentraler Sanitätsdienst der Bundeswehr è proteggere, mantenere e ripristinare la salute dei soldati.
Questa affermazione si applica all'intero spettro dei servizi di assistenza medica. Il Zentraler Sanitätsdienst utilizza anche le sue forze e risorse per garantire assistenza medica e valutazione per i soldati in patria e all'estero. Soprattutto durante le missioni all'estero, sussiste la probabilità di rischi per la salute a cui i soldati in patria non sono esposti. il suo obbiettivo è fornire ai soldati assistenza medica in caso di malattia, incidente o infortunio durante il dispiegamento all'estero.

## Missioni
- Assistenza medica per soldati in tempo di pace e in azione
- Rimpatrio di soldati feriti o ammalati da operazioni o durante esercitazioni (STRATAIRMEDEVAC)
- Istruzione e formazione medica di tutto il personale medico
- Assistenza per servizi civili di emergenza, ad es. in caso di calamità e altre emergenze specifiche
- Partecipazione al servizio di soccorso pubblico (ad esempio fornendo medici di emergenza, paramedici e / o paramedici di emergenza per gli elicotteri di soccorso della Bundeswehr o operatori civili)
- Aiuti umanitari esteri per conto del governo federale
- Produzione, stoccaggio e distribuzione di medicinali e forniture mediche
- Ricerca nel campo della sanità militare
- Test di laboratorio per adempiere a compiti di diritto pubblico
- Responsabilità per esami medici e medicina del lavoro all'interno della Bundeswehr

## Struttura
- Quartier generale del Servizio medico congiunto della Bundeswehr a Coblenza
  - Ospedale centrale della Bundeswehr a Coblenza
  - Ospedale della Bundeswehr a Amburgo
  - Ospedale della Bundeswehr a Berlino
  - Ospedale della Bundeswehr a Ulma
  - Ospedale della Bundeswehr a Westerstede
  - Accademia di medicina della Bundeswehr a Monaco di Baviera
  - Commando di supporto operativo medico a Weißenfels
    - Comando rapido dispiegabile delle forze mediche a Leer
    - 1º Reggimento medico a Weißenfels a Berlino
    - 2º Reggimento medico a Rennerod e Coblenza
    - 3º Reggimento medico a Dornstadt
    - Reggimento dimostrativo medico a Feldkirchen
    - Centro di fornitura e manutenzione di materiali medici di Blankenburg
    - Centro di fornitura e manutenzione di materiali medici di Pfungstadt
    - Centro di fornitura e manutenzione di materiali medici di Quakenbrück

  - Commando regionale di supporto medico a Diez
    - Centro di supporto medico di Augustdorf
    - Centro di supporto medico di Berlino
    - Centro di supporto medico di Cochem
    - Centro di supporto medico di Erfurt
    - Centro di supporto medico di Hammelburg
    - Centro di supporto medico di Kiel
    - Centro di supporto medico di Colonia
    - Centro di supporto medico di Kümmersbruck
    - Centro di supporto medico di Monaco di Baviera
    - Centro di supporto medico di Münster
    - Centro di supporto medico di Neubrandenburg
    - Centro di supporto medico di Stetten am kalten Markt
    - Centro di supporto medico di Wilhelmshaven
    - Centro di supporto medico di Warendorf